# Hexatoma (Eriocera) fusca
Hexatoma (Eriocera) fusca is een tweevleugelige uit de familie steltmuggen (Limoniidae). De soort komt voor in het Oriëntaals gebied.